# Ranspach-le-Bas
Ranspach-le-Bas – miejscowość i gmina we Francji, w regionie Grand Est, w departamencie Górny Ren.
Według danych na rok 1990 gminę zamieszkiwało 596 osób, 135 os./km².